# ラフル・コーリ
ラフル・コーリ（Rahul Kohli、1985年11月13日 - ）はイギリスの俳優。『iゾンビ』のラヴィ・チャクラバーティ役や、『ザ・ホーンティング・オブ・ブライマナー』のオーウェン役、『真夜中のミサ』シェリフ・ハッサン保安官役で知られる。

## 幼少期
1985年11月13日、ロンドン北西部で、インド人パンジャーブ人ヒンドゥー教徒移民の両親の間に生まれた。母親はタイで育ち、父親は幼少期をケニアで過ごした。祖父母のうち2人は、現在のパキスタンに該当する英領インドで生まれた。
ノーソルト高校に通い、その後メディアについて学ぶためアクスブリッジ大学に入学した。その後2006年に、クエスターズ シアターで演技指導を受けた。

## キャリア
コーリは、テレビシリーズ『iゾンビ』（2015–19年）でラヴィ・チャクラバーティ医師としてメインキャストに選ばれ、全71エピソードに出演した。その他には、2018年の映画『ハッピー・アニバーサリー』や、テレビ シリーズ『SUPERGIRL/スーパーガール』 （2017–19年）、TVアニメ『ハーレイ・クイン』 （2019–20年）のスケアクロウ役などがある。
その後、マイク・フラナガン監督によるNetflixのリミテッドシリーズ『ザ・ホーンティング・オブ・ブライマナー』（2020年）ではオーウェン役、『真夜中のミサ』（2021年）ではハッサン捜査官役で出演した。

## 私生活
2018年7月、現在は元恋人であるヤスミン・モロイとの婚約を発表した。
俳優として以外では、Twitterのヘビーユーザー、リヴァプールFCのサポーター、そしてゲーマーとして知られている。
「The Game Awards 2022」では、受賞ゲームを発表するゲストとして出演した。
トランスジェンダーの人々の味方になる方法についてのGLAADのガイドを読んだ後、「he/him」と「they/them」両方の代名詞を使うようになった。彼はシスジェンダーであり、ノンバイナリーではないにもかかわらず、このようなことをしているのは「『they/them』という代名詞を一般的にしたい」ためだと明らかにした。

## 主な作品

### 映画
| 公開年 | タイトル                   | 役名     | 備考     |
| ------ | -------------------------- | -------- | -------- |
| 2007   | The Vacancy                | トム     | 短編映画 |
| 2011   | Alone Together             | アフマド | 短編映画 |
| 2014   | I'll Be Home Soon          | ワシーム | 短編映画 |
| 2016   | Gangsters Gamblers Geezers | デヴ     |          |
| 2018   | ハッピー・アニバーサリー   | エド     |          |
| 2022   | Next Exit（原題）          | テディ   |          |

### TVドラマ
| 公開年  | タイトル                               | 役名                                   | 備考                               |
| ------- | -------------------------------------- | -------------------------------------- | ---------------------------------- |
| 2015–19 | iゾンビ                                | ラヴィ・チャクラバーティ医師           | メインキャスト                     |
| 2017–19 | SUPERGIRL/スーパーガール               | ジャック・スフィア                     | シーズン2、第18話 シーズン5、第6話 |
| 2019–20 | ハーレイ・クイン                       | ジョナサン・クレーン博士／スケアクロウ | 声優 計5話                         |
| 2020    | ザ・ホーンティング・オブ・ブライマナー | オーウェン・シャルマ                   | メインキャスト                     |
| 2021    | 真夜中のミサ                           | セリフ・ハッサン                       | メインキャスト                     |
| 2022    | ミッドナイト・クラブ                   | ヴィンセント・ベッグス                 | 第5話                              |
| 2023    | アッシャー家の崩壊                     | ナポレオン・アッシャー                 | メインキャスト                     |

### ビデオゲーム
| 公開年 | タイトル                            | 役名                  | 備考        |
| ------ | ----------------------------------- | --------------------- | ----------- |
| 2019   | Rage 2                              | Garcia the Gregarious |             |
| 2019   | Gear 5                              | Fahz Chutani          |             |
| 2021   | Fotnite                             | オリジン              | チャプター3 |
| 2022   | Ghostbusters: Spirits Unleashed     | Tobin                 |             |
| 2023   | Warhammer 40,000: Boltgun           | Malum Caedo           |             |
| 2023   | Stray Gods: The Roleplaying Musical | ミノタウロス          |             |